# Psicofisiologia
Psicofisiologia (del Grec ψῡχή, psȳkhē, "alè, vida, ànima"; φύσις, physis, "naturalesa, origen"; i -λογία, -lògia) és la branca de la psicologia relacionada amb les bases fisiològiques dels processos psicològics. S'anomenava psicofisiologia cognitiva fins a mitjans dels anys 1990 i, actualment, se li denomina neurociència cognitiva.

## Característiques
La psicofisiologia es distingeix de la psicologia fisiològica en el fet que la psicofisiologia analitza la manera en què les activitats psicològiques produeixen respostes fisiològiques, mentre que la psicologia fisiològica analitza els mecanismes fisiològics que condueixen a activitat psicològica. Històricament, la majoria dels psicofisiòlegs tendeixen a examinar les respostes fisiològiques i els òrgans innervats pel sistema nerviós autònom. Més recentment, els psicofisiòlegs estan igualment, o potencialment més, interessats en el sistema nerviós central, explorant els potencials corticals cerebrals com els diferents tipus de potencials relacionats amb esdeveniments (ERPs), ones cerebrals, neuroimatge funcional (fMRI, PET, MEG, etc.).
Els psicòlegs estan interessats en els motius pels quals tenim por a una aranya, mentre que els fisiòlegs poden estar interessats en caracteritzar les entrades/sortides de l'amígdala, una petita estructura cerebral que està involucrada en la regulació i resposta emocional. Un psicofisiòleg tractaria de relacionar tots dos, és a dir, aquest podria, per exemple, tractar d'explicar l'aracnofobia en relació amb els impulsos que entren i surten de l'amígdala. No obstant això, els psicofisiòlegs gairebé sempre estudien les relacions psicològiques/fisiològiques en subjectes humans intactes. A banda d'això, també cal remarcar que els primers psicofisiòlegs, pràcticament sempre, examinaven l'impacte dels estats psicològics amb les respostes dels sistemes fisiològics, però des dels anys 1970 també estudien l'impacte de l'estat dels sistemes fisiològics en l'estat psicològic. En definitiva, és la perspectiva de l'estudi de la relació entre la ment i el cos el que distingeix fonamentalment als psicofisiòlegs.
Un psicofisiòleg pot investigar com exposar-se a una situació estressant produeix un resultat en el sistema cardiovascular, tal com un canvi en el ritme cardíac, vasodilatació/vasoconstricció, contractibilitat miocardíaca, etc., mentre que un psicòleg fisiològic pot investigar com un succés cardiovascular pot tenir influència en un altre esdeveniment cardiovascular o endocrí, o en com l'activació d'una estructura neurològica del cervell exerceix una activitat excitadora en una altra estructura neurològica que, al seu torn, indueix un efecte inhibitori en altres sistemes. Sovint, els psicòlegs fisiològics examinen els efectes en estudis animals usant tècniques i processos invasius.
La psicofisiologia està estretament relacionada amb la Neurociència i la Neurociència Social, que tracta fonamentalment de les relacions entre successos psicològics i respostes cerebrals. Està també relacionada amb la disciplina mèdica denominada psicosomàtica.

## Senyals usats habitualment en psicofisiologia
La psicofisiologia moderna utilitza molts tipus de senyals diferents, tal com potencials evocats, potencials relacionats amb esdeveniments, ones cerebrals (electroencefalografia, EEG), fMRI (ressonància magnètica funcional), mesures de la conductivitat de la pell, resposta galvànica de la pell, mesures del sistema cardiovascular, la variabilitat del ritme cardíac HRV, moviments oculars registrats mitjançant electro-oculogrames (EOG) i mètodes de seguiment de la mirada o canvis en el diàmetre de la pupil·la.

## Aplicacions de la psicofisiologia
Les mesures psicofisiològiques s'utilitzen sovint per estudiar les respostes dels mecanismes de l'atenció i les emocions als estímuls.